# Carl Wurzinger

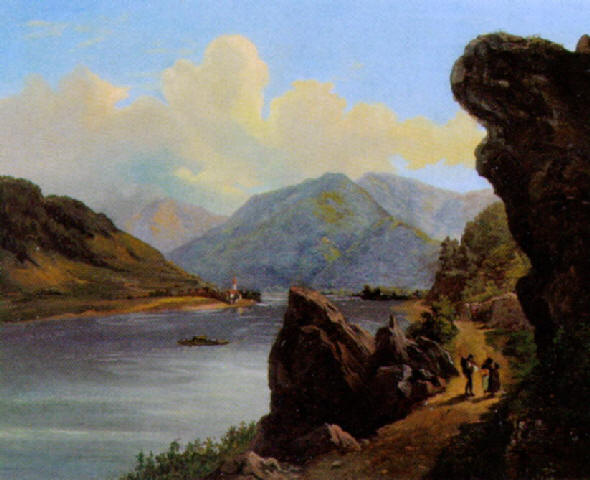
Donaulandschaft mit figürlicher Staffage

Carl Wurzinger (* 1. Juni 1817 in Wien; † 16. März 1883 in Döbling bei Wien) war ein österreichischer Historienmaler und Professor an der Akademie der bildenden Künste in Wien.

## Leben
Carl Wurzinger wurde 1832 mit vierzehn Jahren Schüler der Kaiserlich-königlichen Akademie der bildenden Künste in Wien, 1844 erschienen seine ersten Werke. 1847 verließ er Wien, um sich neun Jahre lang in Italien weiter auszubilden. 1856 wurde er Professor an der Akademie der bildenden Künste und leitete eine Spezialschule für Historienmalerei. Er widmete sich fortan mehr dem Lehramt als eigener künstlerischer Tätigkeit. Seine nicht sehr zahlreichen Werke sind gewissenhaft gearbeitet, überzeugten aber nicht alle Kritiker. Wurzinger war zuletzt Senior des Professorencollegiums.

### Werke (unvollständig)
- 1844, „Bildniß des Grafen Khevenhüller-Metsch“
- 1844,  „Eitelkeit“
- 1844, „Orombello, Geliebter der Beatrice di Tenda“
- „Tod König Ottokar’s in der Schlacht auf dem Marchfeld“
- „Kaiser Ferdinand II., in der Hofburg von den böhmischen Rebellen bedrängt“
- 1863, „Albaneserin“
- 1965, „Mädchen aus dem Sabinergebirge“
- „Apokalyptische Reiter“
- „Hektor’s Abschied“
- „Saul und David“
- 1868 „Rüdiger von Starhemberg bei der Türkenbelagerung“

## Auszeichnungen
1845 ehrte man ihn für sein Gemälde Joseph erzählt den Brüdern seinen Traum mit dem Kaiserpreis. Wurzinger wurde zum Ritter des österreichischen Franz-Josephs-Orden und des bayrischen Verdienstordens vom Heiligen Michael ernannt. Ferner verlieh man ihm ebenfalls den Gregoriusorden.
Im Jahr 1910 wurde in Wien-Währing (18. Bezirk) die Wurzingergasse nach dem Maler benannt.